# Kosciuscola
Kosciuscola es un género de saltamontes de la subfamilia Oxyinae, familia Acrididae. Se encuentran en el sureste de Australia.

## Especies
Las siguientes especies pertenecen al género Kosciuscola:
- Kosciuscola cognatus Rehn, 1957
- Kosciuscola cuneatus Rehn, 1957
- Kosciuscola tasmanicus Rehn, 1957
- Kosciuscola tristis Sjöstedt, 1934
- Kosciuscola usitatus Rehn, 1957